# Sangalopsis luteiplaga
Sangalopsis luteiplaga là một loài bướm đêm trong họ Geometridae.